# 236 av. J.-C.
Cette page concerne l'année 236 av. J.-C. du calendrier julien proleptique.

## Événements
- 23 juin (21 avril du calendrier romain) : début à Rome du consulat de Publius Cornelius Lentulus Caudinus et Caius Licinius Varus[1].
- Le roi de Macédoine Démétrios II envahit la Béotie sous domination étolienne, et remet aux Athéniens le contrôle des forteresses où étaient postées des garnisons macédoniennes[2].
- Paix entre le roi Séleucos II et son frère Antiochos Hiérax[3].
- Attale Ier repousse Antiochos Hiérax et avant 236 prend le titre de basileus (roi)[4].